# 吉田憲祐
吉田 憲祐（よしだ けんすけ、1997年7月22日 - ）は、日本のタレント、俳優。
岐阜県出身。

## 概要
- 趣味は、パソコン　歌うこと　音楽鑑賞である。
- 特技は、音読、声芸である。

## 出演

### テレビドラマ
- スープカレー (2012年4月13日-6月29日、HBC)- さっちゃんヲタク 役
- 東野圭吾ミステリーズ 第2話 「犯人のいない殺人の夜」（2012年7月12日） - 岸田 隆夫 役
- 最後の絆 沖縄・引き裂かれた兄弟 〜鉄血勤皇隊と日系アメリカ兵の真相〜（2011年 - 8月） - クラスメイト役
- 風の少年〜尾崎豊 永遠の伝説〜（2011年3月21日、テレビ東京系列） - 谷本和夫(少年期) 役
- 15歳の志願兵（2010年8月15日、NHK総合テレビ） - 同級生 役
- 水曜ミステリー9「負け組法律事務所〜沈黙する証人〜」（2015年1月28日、テレビ東京）
- 真夜中のスーパーカー（2018年、NHK）

### 映画
- ふがいない僕は空を見た（2012年11月17日公開） - 同級生 役
- ソ満国境 15歳の夏（2015年8月1日公開） - 川村真一 役
- 俺物語（2015年10月31日公開） - 中学同級生役 映画第一声

### CM
- 大塚食品『MATCH』「夢」篇
- GUNGHO ラグナロクオデッセイ
- ロッテ クランキー - 生徒役